# Adenophora suolunensis
Adenophora suolunensis är en klockväxtart som beskrevs av P.F.Tu och X.F.Zhao. Adenophora suolunensis ingår i släktet kragklockor, och familjen klockväxter. Inga underarter finns listade i Catalogue of Life.